# Al Khamsa

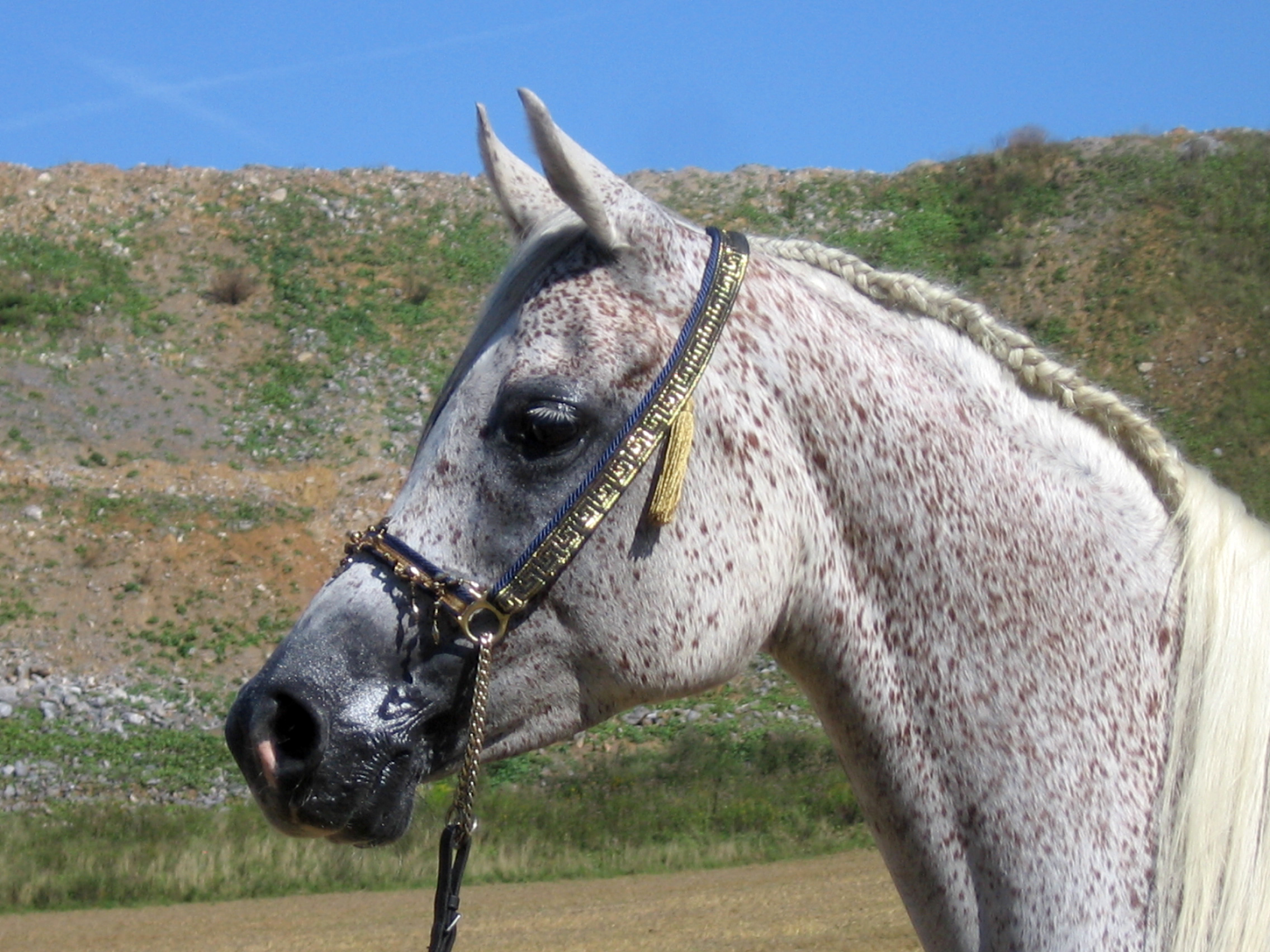
Jument arabe asil lors d'une démonstration en 2008

Al Khamsa (en arabe : الخمسة, ālkhamsat,  « les cinq »), est une désignation appliquée à des chevaux de race Arabe issus d'animaux élevés dans le désert, considérés comme étant particulièrement « purs ». En langue arabe, les éleveurs de chevaux désignent de telles lignées par l'utilisation du mot ʼaṣīl (en arabe : أصیل,  « authentique »). Al Khamsa peut se traduire par « les cinq ». Ce nom se réfère à un groupe mythique de juments fondatrices de la race Arabe, ayant appartenu à Mahomet.

## Définition

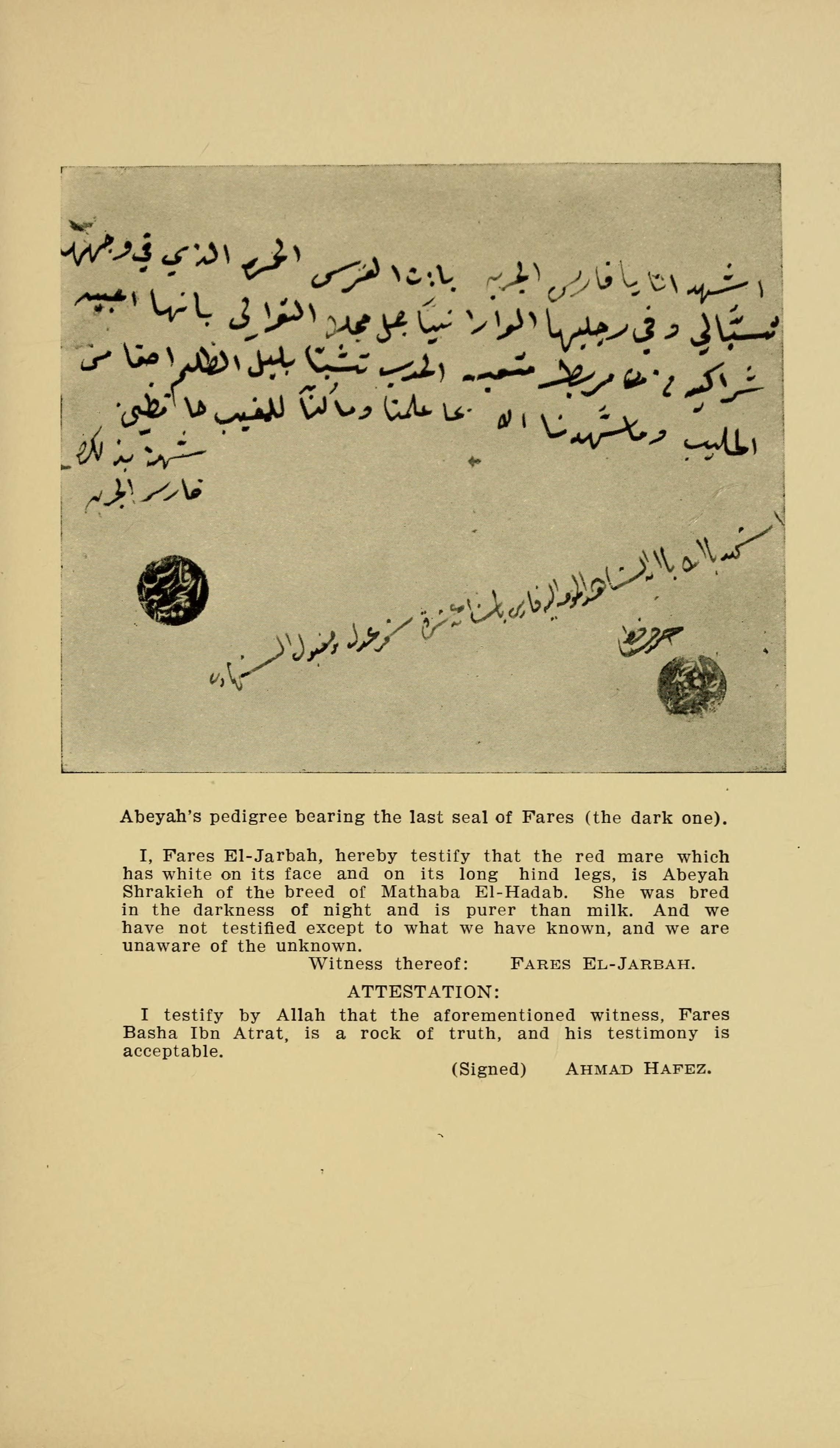
Document de transaction en arabe, certifiant que la jument vendue est une Abeya.

Certains éleveurs revendiquent l'existence passée de ces juments, mais il n'existe aucun fondement historique permettant de le vérifier. La définition moderne de l'Arabe Al Khamsa se réfère généralement à un cheval dont le pedigree est connu et peut être retracé jusqu'à des Pur-sang arabes dont l'origine a été attestée par un vendeur Bédouin, qui a juré sur serment formel (généralement en invoquant Allah) que l'animal est ʼaṣīl (en arabe : أصیل), c'est-à-dire de sang pur.
La notion de « Pur sang arabe » ne s'applique qu'à moins de 2 % de tous les chevaux arabes actuels, les « purs égyptiens », qui ne sont pas tous considérés comme des descendants des Al Khamsa. Ces chevaux incluent des reproducteurs importés du désert par le Crabbet Arabian Stud, des importations depuis la Syrie par Homer Davenport, et la plupart des chevaux importés en Égypte pour le haras personnel de Méhémet Ali, Abbas Ier Hilmi, Pacha Ali Sherif, ou par la Société Royale d'Agriculture et les organisations qui lui ont succédé. D'autres chevaux du désert sont élevés et obtenus à travers le Moyen-Orient par des acheteurs comme Carl Raswan, qui étaient familiers avec ces lignées et ont obtenu des documents détaillant les procédures de commerce par des Bédouins, identifiant ces animaux comme ʼaṣīl.

## Légende

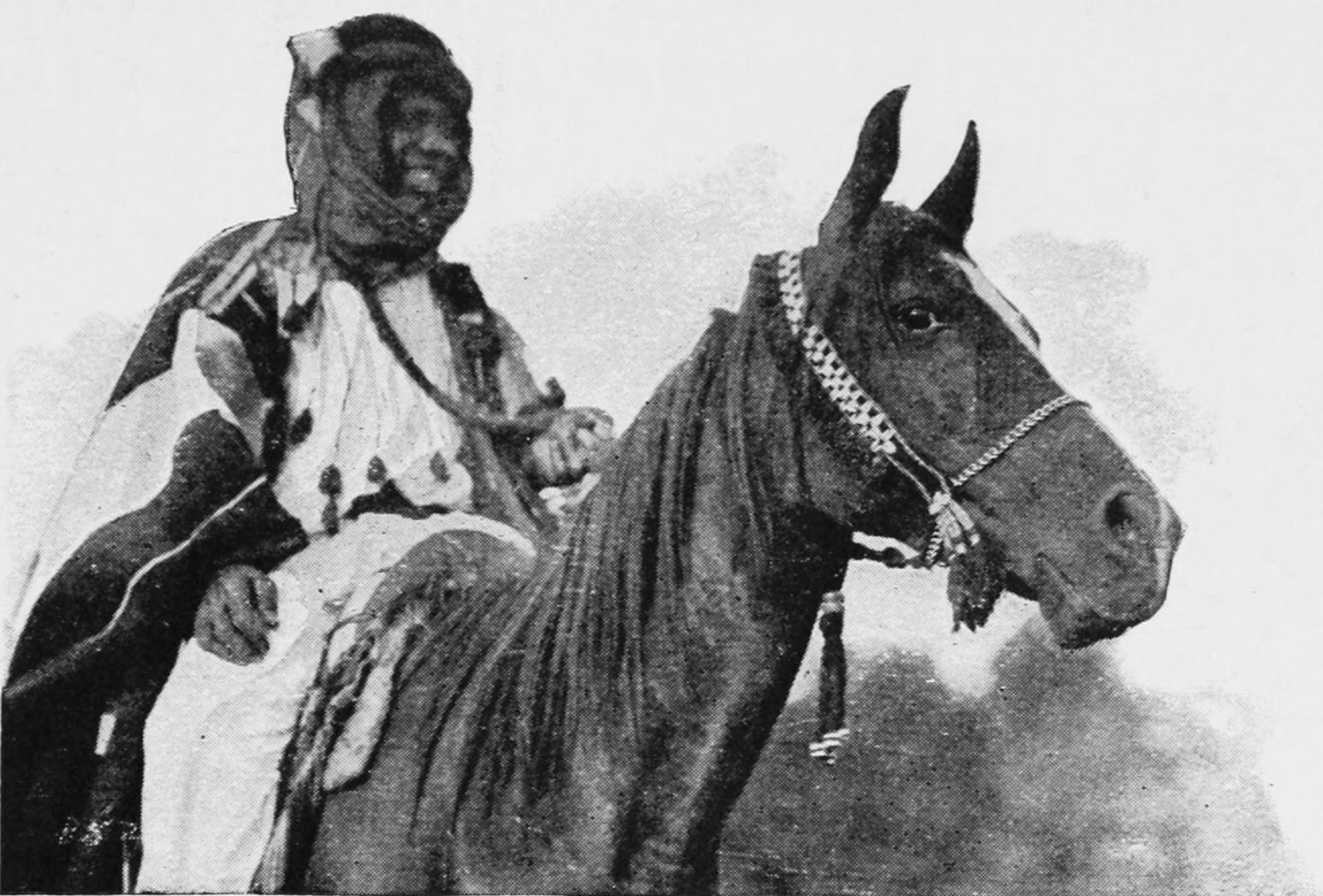
Wadduda, une jument arabe née parmi les Bédouins dans le désert, pouvant être considérée comme une Al Khamsa.

La légende d′Al Khamsa se réfère aux cinq montures favorites de Mahomet. Il existe plusieurs variantes.
La version citée sur le site web www.alkhamsa.org veut qu'après un long voyage à travers le désert, Mahomet soit arrivé avec son troupeau de chevaux près d'un oasis, en souffrant profondément de la soif. Avant que le troupeau n'atteigne l'eau, Mahomet a soufflé dans sa corne de bataille pour ordonner aux chevaux de revenir à lui. Seules cinq juments ont répondu à son appel. Parce qu'elles ont fidèlement obéi à leur maître, bien qu'accablées par la soif, ces juments sont devenues ses favorites et ont été nommées Al Khamsa, les cinq, devenant les fondatrices des cinq lignées du cheval Arabe,. 
Une variante précise que ces faits remontent à l'an 622, pendant l'Hégire. Le Prophète Mahomet et ses compagnons se rendaient de La Mecque à Médine sous une tempête de sable. Sa caravane arrive durant la soirée près d'un puits, mais quand les chevaux épuisés et assoiffés se mettent à courir en désordre pour aller boire, Mahomet les rappelle à lui. Seules cinq juments obéissent.
Bien que les Al Khamsa soient généralement considérées comme une légende, certains éleveurs affirment que les chevaux des Bédouins d'Arabie descendent de ces juments. Les chevaux modernes dont l'ensemble de la généalogie peut être retracé jusqu'à des souches bédouines sont collectivement connus sous le nom d'Arabes Al Khamsa.
Ces cinq juments auraient également reçu l'empreinte d'un des doigts du Prophète dans la partie inférieure de leur encolure.

## Lignées
Au fil du temps, les Bédouins ont développé plusieurs sous-types, lignées ou souches de chevaux arabes, chacun avec des caractéristiques uniques, la transmission s'effectuant par la lignée maternelle. Les cinq principales souches attribuées à Al Khamsa sont les Koheilan, Saglawi, Abeyan ou Obeyan, Hamdani, et Hadban ou Hedban. Carl Raswan, un écrivain et promoteur des chevaux arabes à partir du milieu du XXe siècle, était convaincu qu'il n'y avait que trois souches, Koheilan, Saglawi et Muniqi. Raswan a estimé que ces souches représentent les types de la race, avec le Koheilan masculin, le Saglawi féminin et le Muniqi rapide. Il y a aussi des lignées moins connues, des variations régionales dans les noms, et des tensions entre les éleveurs,. La pureté de la lignée étant une notion très importante pour les Bédouins, ils croient aussi en la télégonie, estimant que si une jument a été saillie par un étalon impur, la jument elle-même et tous ses futurs descendants sont contaminés par l'étalon et cessent donc d'être asil.